# ダダ (ウルトラ怪獣)
ダダは、特撮テレビドラマ『ウルトラマン』をはじめとするウルトラシリーズに登場する架空の怪生物。別名は三面怪人。
全身が白黒の幾何学的な縞模様で覆われている怪人。名前はダダイスムに由来し、既成概念では理解しにくい宇宙生命体を意図して脚本家の山田正弘が名付けた。

## 『ウルトラマン』に登場するダダ
第28話「人間標本5・6」に登場。
3種類の顔を持ち、それぞれを使い分けることが可能。物体をすり抜ける移動能力、人間への憑依や透明化、瞬間移動や奇妙な発光現象によって人間を硬直させるなどのさまざまな超能力を持つ。ただし、特殊重金属で造られた壁は通り抜けられない。常に心臓の鼓動のような不気味な音を発している。
劇中ではダダの1人271号が地球へ侵入し、母星にいる上司からの使命を帯びてダダ時間222以内に一定以上の生体反応とIQの数値を持つ地球人の人間標本を6体採取しようと暗躍する。奥多摩の日向峠山頂にある宇宙線研究所を占拠し、全所員のうち4人をミクロ化器で標本化した後、研究所に近い日向峠で路線バスの転落事故を引き起こし、失神した乗客の中から2人を標本化しようとテストを続けていた。研究所の動力室には小型のエレクトロニクス動力源やダダ星との転送システムを運び込んでおり、外部との一切の連絡を遮断する環境や、母星との交信・分子レベルに分解して再構成した物質の転送を可能にする環境を作り出している。
宇宙線研究所が271号に占拠されてから1週間後、イデが収容された病院へ助けを求めてきた所員の通報で事態が発覚するが、271号は研究データを取りに訪れた中央宇宙原子力研究所の秋川叶子技官が適性に合っていたことから、彼女を5番目の標本にしようと目論むと、3つの顔（赤目のA、青目のB、黄目のC）でダダが多数存在するかのように見せかけながら、超能力によってムラマツたちを追い詰めていく。しかし、ムラマツからの連絡で事態を知ったハヤタがウルトラマンに変身して宇宙線研究所に向かったため、271号はムラマツたちの追跡を後回しにしてウルトラマンを迎え討つが、まったく歯が立たないうえにスペシウム光線で顔面に酷い火傷を負わされ、一時撤退する。
その後、271号は宇宙線研究所の屋上でムラマツたちにミクロ化器を突きつけて追い詰めるが、足を滑らせて屋上から落下した彼らはウルトラマンに救助される。苦しまぎれにウルトラマンをミクロ化器で人間大まで縮小するが、たやすく元の大きさへ戻られたうえ、顔面へのストレートキックでダメージを負う。最後は、透明化して逃亡を図ったところをウルトラマンにウルトラ眼光で暴かれ、再びスペシウム光線を受けて煙を上げながら墜落死した。
前述の通り多種多様な超能力を持っているが、肉弾戦ではウルトラマンはおろか地球人のムラマツにさえ呆気なく退けられるなど、戦闘力はかなり低い。
劇中では、271号の上司に当たる別個体のダダが通信装置のスクリーンを通じて登場する。271号はウルトラマンやムラマツたちの前では「ダ・ダ…」という声しか発しないが、上司との会話では日本語を用いており、前述の「ダダ時間」なる概念の存在が語られる。主に上司は271号への指示や援助を行っており、代替のミクロ化器を転送したりウルトラマンの迎撃命令を出したりするが、部下の扱いはかなり荒く、ウルトラマンに敗れて一時撤退した271号に「だめだ、ウルトラマンは強い」と泣きつかれてもまったく意に介さず、人間標本の採集と転送を急ぐように命じていた。
- スーツアクター：鈴木邦夫[出典 8]
- 声：鈴木泰明[注釈 7]
- 台本の表紙では、準備稿・決定稿ともに「ダダA、B、C登場」となっていたが[22]、本放送当日の新聞ラテ欄には「三面怪人ダダ登場」と記載されている。
- デザインは成田亨によるもので、全身の幾何学模様は色彩と平面の幾何学模様の操作により、オプ・アートのように見る角度によって顔が3種類に認識できるという錯視の原理を応用したトロンプ・ルイユのような効果を狙ったコンセプトであったが[23]、造形的に実現が難しいことから3種類の顔が1つの頭に存在するという形状となった[出典 9]。造型では、当初は3つの顔が回転して現れるギミックや観音開き状に顔が隠れるギミックなどが考えられていたが、最終的には3つのうち2つに黒い蓋で覆って隠すという形になった[出典 10][注釈 8]。共通して黒い髪の毛のような部分を持ち、前面の顔の部分を交換することで表現している[27]。抽象図形のボディラインにプリミティブアートの顔となっている[24]。全身の幾何学模様もオプアートから引用されている[25]。胸にアンコ（詰め物）を入れて量感を出しているほか、体表の模様はスプレットサテン[注釈 9]で描かれている[33]。
- ウルトラマンのスーツアクターを務めた古谷敏によれば、マスクは当時の成田に弟子として付き従っていた女性をモデルに彼女の髪型や口元をイメージして作られたそうである[34]。また、この女性は山や川を作成する際の泥仕事なども真面目に務めていたうえ、古谷にも優しく接してくれたという[34]。
- 第33話のシナリオではメフィラス星人の部下として登場が予定されていたが[35]、ケムール人（2代目）に変更された。楳図かずおの漫画版『ウルトラマン』や漫画『ウルトラマン超闘士激伝』では、この名残でバルタン星人、ザラブ星人、ケムール人と共にメフィラス星人の部下として登場する。金城哲夫によるノベライズ『怪獣絵物語ウルトラマン』においても、バルタン星人たちやメフィラス星人と共にウルトラマンの対策会議に参加している姿が、挿絵で確認できる。
- 『ウルトラファイト』第30話「ダダ消えたり出たり」では、ダダの姿を消す能力は「ダダ忍法」と呼称される。『ウルトラマン』本編と違い、大学の研究所を襲ったことになっている。
- 着ぐるみは、1973年に二子玉川園で行われた「怪獣供養」にて、モングラーやギラドラスなどと共に焼却処分された。

## 『ウルトラマンパワード』に登場するダダ
『ウルトラマンパワード』第8話「侵略回路」（米国版サブタイトル：THE DATA EFFECT）に登場。『ウルトラマン』に登場するダダとの区別に、玩具などではパワードダダと称される。
本作品では異星人ではなく、ニューロネット・インダストリー社を解雇されたプログラマーのリチャード・マーリンが、同社への逆恨みからコンピューターウイルスを製作中に行き当たったコンピューター生命体という設定になっている。劇中には3体が登場し、それぞれ顔が異なる。また、人間に理解できる言葉を発することもできる。
ダダは生命と身体の構成モデルの情報を見つけて分析し、人間を電子化してコンピューター内に吸い込むと、再構成のために炭素ユニットを奪って身体を得る（現場には、失踪した人間のDNAが含まれた合成DNAで構成されたシリコンの一種が残される）。復讐を目論むマーリンによってニューロネット社の関係者のもとに次々と送られては炭素ユニットを奪っていくが、やがて独自の自我に目覚めてマーリン自身を襲撃し、炭素ユニットを奪って殺害する。その後は同社によって電子の檻に捕らえられて研究対象にされかけるが、ダダ・フィールドを展開して逆に同社を占拠してその重役2人をも自分と同じダダに変化させる。一度倒されてもすぐに復活し、同社の救援に現れたW.I.N.R.の隊員もダダ・フィールドに捕える。
パワードが現れると3人のダダが合体し、送電線を伝って巨大化する。両腕の間からアームレーザーを発し、サイコキネシスで物体を操るという攻撃能力や、身体の密度を変化させてパワードの攻撃を回避する、テレポートによる瞬間移動や自身を電気信号に変化するといった能力で翻弄するが、本体がコンピューターと見抜いたパワードのメガ・スペシウム光線で発電機を破壊され、消滅する。
ただし、本体の入ったメインフレームコンピューターの電源を落とせただけで、消滅したのは炭素ユニットで構築された身体のみであり、コンピューター生命体である本体は無傷である。劇中のラストシーンでは、壊れたパソコンからダダの声が響く。
- 声：田原アルノ（日本語版）
- デザインは前田真宏[39][40]。不気味さを表すために頭部を大きくし、肩を無くしている[39]。三方に広がる足は、顔を前・横・後の三面に配置しようとした名残である[39]。造型では、スパンコール風の素材を用いることでピクセルのような粒子感を表現している[40]。
- 企画段階では「ダダ・プラス」や「ダダ2185」という名称候補があった[41]。
- スーツは2021年時点でも現存しており、改修を経て『ウルトラマントリガー NEW GENERATION TIGA』に登場するダダのスーツとして用いられている。詳細は#『ウルトラマントリガー NEW GENERATION TIGA』に登場するダダを参照。

## 『ウルトラギャラクシー大怪獣バトル NEVER ENDING ODYSSEY』に登場するダダ（RB）
『ウルトラギャラクシー大怪獣バトル NEVER ENDING ODYSSEY』第9話「暗黒の鎧」に登場。「RB」は「レイオニクス・バトラー」を意味する。
ダダ星のレイオニクスバトラー。レイオニクスバトルで10戦10勝した実力者であるが、目の前に現れたアーマードメフィラスを見て、先にメフィラス星人がテンペラー星人とのレイオニクスバトルに敗れていたことを嘲笑した直後、メフィラスの剣で切り殺される。操っていた怪獣は不明。
わずかだがゲーム作品のダダ同様、どことなくコミカルな動きを見せる。また、『ウルトラコロシアム』に登場したダダ同様、自分の名前を交えて喋る。笑い声は「ダーッダッダッダッ」。
- 声：小林通孝
- スーツアクター：寺井大介

## 『大怪獣バトル ウルトラ銀河伝説 THE MOVIE』に登場するダダ
映画『大怪獣バトル ウルトラ銀河伝説 THE MOVIE』に登場。
ウルトラマンベリアルのギガバトルナイザーの力で復活し、怪獣墓場にてナックル星人、マグマ星人、ババルウ星人と共にレイモンと戦う。ババルウ星人と並んだ際には髪をかき上げる仕草を真似るなど余裕も見せるが、ババルウ星人とマグマ星人が立て続けに敗れたことでレイモンに恐れをなしたうえ、ナックル星人も倒されて結局は何もできないまま、レイモンの鰭（ひれ）で切り裂かれて倒される。
その後、ベリュドラの胴体を構成する怪獣の1体となっている。
- スーツアクター：岩上弘数[50][51]

## 『ウルトラゾーン』に登場するダダ
バラエティ番組『ウルトラゾーン』に登場。

### 各コーナー・アイキャッチ
第1話のミニコーナー「怪獣ことわざ」に「溺れる者はダダをも掴む」という絵が登場する。
第3話のミニコーナー「怪獣漫才」ではウインダムとのコンビ「おかっぱシルバー」として登場。
第4話のミニコーナー「怪獣English」では、ダダ271号の自己紹介が例文として挙げられている。
アイキャッチでは第4話でAが棒高跳び、第5話でBがフィギュアスケート、第8話でCがスキージャンプでそれぞれ世界新記録を出すが、「身体を吊っているピアノ線が見える」というミスを毎度犯す。また、最終回では食堂で精算している姿が描かれる。

### 「ホシの招待状」
第8話・第9話の「ホシの招待状（前編・後編）」に登場。ダダA（番号不明）・B（921号）・C（922号）の3体が登場するが、『ウルトラマン』の登場個体と異なり、A・B・Cはそれぞれ別個体である。
地球人の攻撃性が将来はダダの棲む惑星の脅威となる可能性があると懸念し、性質を調査するために「人間標本」を採取しようと侵入する。全員とも「星野美弥子」という女性に擬態し、探偵・宇佐美信の住む東京都内のアパートで宇佐美の隣室に3人で潜伏している。標本採集を担当するAは地球人の野蛮さには絶望しているが、善良な地球人もいることを把握していることから地球を攻撃することには反対しており、地球を離れることを望みながら心の綺麗な地球人だけを人間標本として縮小・採集する。この採集が警察の捜査する「書き置きを残しての密室失踪事件」に発展し、松原俊太郎警部の依頼を受けて宇佐美が捜査に乗り出す。
母星との交信がテレビの電波障害を引き起こしていたことから住居を特定され、宇佐美と松原に踏み込まれてダダの正体を現す。好戦的なBが証拠隠滅のために巨大化してアパートを半壊させ、次いでAがBを止めるために巨大化し、格闘戦の末にアパートごと踏み潰されたと思われていたCがBを光線銃で縮小する。AはBとCを回収し、標本にされていた宇佐美の助手・小早川真弓を光線銃で元に戻させると、地球攻撃の是非を問うため、人間標本6体と共に母星へ帰る。
3体の人間体は前述のA、口が悪く好戦的なB（921号）、臆病そうなC（922号）である。
- 出演：緒沢あかり（人間体・声）
- スーツアクター：仁村俊祐、力丸佳大（ダダによって拉致される男性トガワ・ミキオも演じている）
- Aが持つ等身大のBとCは、ソフトビニール人形（ウルトラ怪獣シリーズEX）を使用している。

## 『ウルトラマンX』に登場するダダ

### 第9話に登場する個体
第9話「われら星雲！」に登場。
ババルウ星人率いる犯罪ネットワーク集団・暗黒星団の一員として登場。成長すると怪獣兵器として使えるほどの価値がある幼獣サメクジラ（ジョリー）を追い、地球に飛来する。この回の個体は、同じチームの仲間であるケムール人と同様に人語は一切使わず「ダダ」しか発しないほか、従来の個体と同様にミクロ化器を所持しているが、劇中では一切使用しない。
ジョリーをめぐり、風間イサムを加えて結成されたバルキー星人ハルキやイカルス星人イカリ、ナックル星人ナクリの「チーム星雲」に、ラグビー勝負を挑まれる。ケムール人の高速移動をはじめ、自身の瞬間移動やババルウ星人の変身能力でハルキに変身することによってイサムたちを翻弄し、前半戦では51対0の圧倒的有利に立つが、後半戦では卑劣な戦法で仲間を傷つけられたイサムに闘志を燃やされたため、逆転勝利されて52対51で敗れる。試合後、敗北を認めずに逆上する他の暗黒星団と共に巨大化して暴れるが、ゴモラアーマーを纏ったウルトラマンエックスにゴモラ振動波を浴びせられ、4人まとめて空の彼方へ飛ばされる。
- 声：前田高宏
- スーツアクター：梶川賢司

### 第16話に登場する個体
第16話「激撮！Xio密着24時」に登場。
地球に潜伏していた宇宙犯罪組織『人間標本』のリーダー。第9話の個体と異なり、こちらは普通に日本語を喋れる。「地球人を愛している」とうそぶいており、ケムール人とセミ女を率いて女子大生を誘拐しては、人間標本のサンプルとして保管する。また、この回の個体は小型の縮小光線銃を開発しており、これをケムール人に与えている。
誘拐事件の捜査にあたっていたXioにアジトへ強行突入され、銃撃戦の末にハヤトとワタルに確保されて銃刀法違反として連行され、サンプルの女性たちも彼らに無事保護される。ダークサンダーエナジーについては情報を把握していたらしく、取り調べの際に「ダークサンダーエナジーによって地球が滅ぶ前に、かわいい女子大生をサンプルにして救ってやるつもりだった」との動機を供述する。また、ダークサンダーエナジーの情報を明かす際には大地に「お前は知っているだろう？」と言いながら話しかけるなど、彼の正体がウルトラマンエックスであることも知っている節をうかがわせている。
なお、連行後に三面写真を撮られる際には左右・正面のそれぞれで顔を変えるという、地味な嫌がらせをしている。
一人称は「私」。
- 声：南雲大輔
- スーツアクター：桑原義樹
- アジトや小型銃につけられたマークは片仮名の「ダダ」をモチーフとしている[63]。

## 『ウルトラマンオーブ』に登場するダダ
第22話「地図にないカフェ」に登場。厳密にはダダ自体は登場しないが、内容に深く関わっているため、ここに記述する。
ブラック店長が経営するコーヒー喫茶店「カフェ★ブラックスター」の常連客の1人だったが、円盤群で何者かの脅威から逃れようと地球を脱出していく際に1機が上空でスペースデブリとの接触事故を起こし、脱出前にブラック店長からもらっていたコーヒー豆を落としていく。また、同店舗には「夢を忘れずに♡」とのコメントを添えた写真が貼られている。

## 『ウルトラマンジード』に登場するダダ
『ウルトラマンジード』に登場。本作品では『ウルトラマン』での設定に加え、『ウルトラマンゼロ THE MOVIE 超決戦!ベリアル銀河帝国』でも暗躍していたという設定になっている。

### ダダ820号
第2話「怪獣を斬る少女」に登場。
体内にリトルスターを宿していた原エリを、人間の男性に擬態してつけ狙う。まもなく正体を現し、スカルゴモラの脅威から避難中のエリをミクロ化器銃で一旦は確保するが、追跡してきた鳥羽ライハや朝倉リクによってミクロ化器銃ごと奪還され、逃走したところを伏井出ケイに衝撃波で粉砕される。
- 声：外島孝一
- 書籍によっては、ダダ（ダダ820）と記述している[67]。

### ダダ116号
第18話「夢を継ぐ者」に登場。
上記の820号の同胞。ウルトラマンジードに倒されたウルトラマンベリアルの後釜としての宇宙支配を目論みつつ、同胞の復讐のためにケイの命を狙う。記憶喪失中のケイを狙う中で交戦したウルトラマンゼロを大気圏外での戦闘に持ち込むなど、搭乗したレギオノイド ダダ・カスタマイズの性能を駆使して撃退したうえでケイを攻撃するが、それがきっかけで記憶を取り戻した彼の召喚したザイゴーグには手も足も出ず、ダダ・カスタマイズもろとも爆殺される。
- 声：山本匠馬
- 書籍によっては、ダダ（ダダ116）と記述している[68]。
- 第18話監督の伊藤良一によるプロットでは、ケイのライバルとしてイケメン宇宙人が登場する予定であったが、ダダを登場させて欲しいという要望を受け、変更となった[69]。伊藤は、従来のイメージと変えても良いという許可を得たことから、本話のダダを渋くて格好いいキャラクターとして描写した[70]。また、ダダを巨大化させても目新しさがないとの考えから、巨大ロボットに乗るという展開となった[69]。

## 『ウルトラマンR/B』に登場するダダ

### 第17話に登場する個体
第17話「みんなが友だち」に登場。
怪獣や宇宙人が集まる大慰労会の世話役を務める。そして、ピグモンと共に大慰労会を無事に終了させたものの、ピグモンが「大御所様」に間違えて日程を伝えてしまったことから到着が遅れ、ピグモンを追って自分たちのアジトに現れた湊アサヒや彼女の友人たちを加え、地球のハロウィンを利用してハロウィンパーティーを兼ねた大慰労会を急場しのぎで開催することとなる。しかし、そこに駆けつけたカツミとイサミが自身が強い悪意を抱いていたウルトラマンであることを知り、彼らを排除しようと巨大化してウルトラマンロッソやウルトラマンブルとの戦闘に突入する。最初はロッソとブルを目から放つ怪光線や瞬間移動で翻弄するが、彼らが合体変身したウルトラマンルーブのルーブボルテックバスターでミクロ化器を叩き落とされたうえ、同銃から暴発したミクロ化光線で人間大の大きさに戻される。最後は「大御所様」ことブースカに「ウルトラマンだからといって苛めてはいけない」と諭され、罰としてブー冠からの光線でさらに縮小されて標本カプセルに閉じ込められた。
- 声：外島孝一
- スーツアクター：新井宏幸
- 第17話脚本の皐月彩は、「ハロウィン回」との依頼を受けた際に「ウルトラマンと怪獣を戦わせないでほしい」との要望もあったため、ダダは倒されない展開となった[74]。当初は怪獣墓場が舞台に検討されていたが、戦わせない理由付けが難しいことから、怪獣慰労会となった[74]。監督の辻本貴則は、ピグモンが喋らないため、ダダを狂言回しに位置づけて賑やかな雰囲気を出すことを意図したと述べている[74]。また、皐月は冒頭で視聴者に語りかけるシーンは古畑任三郎のイメージと述べている[75]。

### 第18話に登場する個体
第18話「明日なき世界」に登場。
NPTVのドキュメンタリー番組『熱闘！情熱惑星』への情報提供者D・Dさん（仮名）として顔をモザイクで隠された状態で番組に出演し、湊ウシオは「ウルトラの父」であることを明かした。
- 声：外島孝一
- スーツアクター：新井宏幸

## 『劇場版 ウルトラマンタイガ ニュージェネクライマックス』に登場するダダ
映画『劇場版 ウルトラマンタイガ ニュージェネクライマックス』に登場。
世界大秘宝展に展示中の「パラージの青い石」を窃盗団一味と共に盗み出したところで、ヒロユキ、ホマレ、マグマ星人と対峙し、レギオノイド ダダ・カスタマイズを出現させるが、タイガ、フーマ、タイタスの3体のウルトラマンに倒される。また、バラージの青い石もホマレに取り返された。
なお、一味はいずれもダダに似たマスクを付け、ダダに似た模様の服を着ている。
- 声：森川智之
- スーツアクター：新井宏幸

## 『ウルトラギャラクシーファイト 大いなる陰謀』に登場するダダ
Webドラマ『ウルトラギャラクシーファイト 大いなる陰謀』に登場。
数万年前にエンペラ星人の配下として光の国を襲い、ウルトラマンベリアル アーリースタイルと交戦した結果、敗北して許しを請うが抹殺される。

## 『ウルトラマントリガー NEW GENERATION TIGA』に登場するダダ
『ウルトラマントリガー NEW GENERATION TIGA』第8話「増殖する侵略」に登場。
空から降り注いだ謎の粒子「ダダ因子」から力を得て実体化した、一種のコンピューター生命体。地球上に存在するあらゆるシステムを支配することにより、素早い速度での世界侵略の達成を目論む。劇中では、顔が異なるPDO-3A、PDO-3B、PDO-3Cの3タイプが確認される。
ダダ因子の状態でソラフネシティのサラリーマンの携帯端末から情報通信ネットワークに侵入して各所でシステムトラブルを引き起こし、各国の金融機関、公共交通機関、病院、政府の重要施設、TPU各国支部などへハッキングしてサイバー攻撃を敢行する。独自の警戒態勢に移行したGUTS-SELECTに対しては、世界中にいる一般人の携帯端末を経由してナースデッセイ号にサイバー攻撃を仕掛け、メインシステムや操舵システム、火器管制システムを乗っ取ってナースキャノンを市街地に撃ち込もうとするが、GUTS-SELECTの尽力によってナースデッセイ号の掌握に失敗する。
GUTS-SELECTがシステムの奪還に動いた後には、その監視下にあったキングジョー ストレイジカスタム（キングジョーSC）を乗っ取ってナースデッセイ号の破壊を試み、さらにはナースデッセイ号内で実体化してGUTS-SELECTの隊員たちと交戦する。トリガーやウルトラマンゼットとの戦闘では、最初は乗っ取ったキングジョーSCで苦しめるが、PDO-3BとPDO-3Cがユザレの攻撃によってメインシステムから完全に消滅すると、自身も実体化して巨大化する。トリガーやゼットとの交戦をキングジョーSCとのコンビネーションや念力、ニュートロン光線によって優位に進めながら粒子を転送してキングジョーSCとの融合を画策するが、その途中で露出した核らしき部分をナースキャノンで消し飛ばされ、爆散する。
しかし、キングジョーSCにはダダのデータの一部が残っており、再びキングジョーSCを操ってトリガーやゼットと交戦するが、圧倒される。最後は両者のゼペリオン光線とゼスティウム光線によってキングジョーSCを撃破され、完全に消滅した。
- スーツアクター：永地悠斗
- 『パワード』以来26年ぶりとなるコンピューター生命体としてのダダであり[84]、同作品からはシリーズ初の客演である[83]。デザインも同作品当時の姿に準拠しているが造形は若干異なり、PDO-3Bは大きく変更されている[80]。なお、初回放送日に発売されたソフビ人形も、商品名に「パワードダダ」と付記されている[85]。
- 『セブンガーファイト』で使用する怪獣を怪獣倉庫で探していた際、『パワード』で使用されていたパワードダダのスーツがあり、かなり縮んでいたものの細身のスーツアクターが着られたことから、本作品でのゼットの客演回で使用することとなり、ストーリーも通信ネットワークに侵入してサイバー攻撃を仕掛けるものとなった[86]。
- 前述のようにスーツは『パワード』で使用されていたものであるが、頭部だけはイベント展示用（アトラクション用[87]）に作られたものとなっている[86]。

## 『大怪獣ラッシュ ウルトラフロンティア』に登場するダダ
データカードダスおよびそれを元にしたCGショートムービー『大怪獣ラッシュ ウルトラフロンティア』に登場。
今作でのダダ一族は、非常に徹底された管理社会の星に生きる民族とされており、様々な宇宙人が種族を超えて手を組むことが当たり前のプラズマギャラクシーにおいて同族同士でしかチームを組まず、まともに会話すらしないその姿勢は「ダダのカーテン」と呼ばれている。自身の肉体改造すらためらわず、カネゴン・ア・キンドをして「不気味な連中」と評される。通常のダダ同様「ダダ」という声しか発しない。テレビ放送版では「ANTLAR Hunting」から登場。公式設定上は主人公格であるラッシュハンターズのライバルとされている。

### ダダA（エリートナンバーズ）
「ダダ一族：指揮官クラス」。指揮官クラスは特殊な訓練を受け、様々な武器の取り扱いに長けているとされている。外見は通常のダダに最も近く、目の色は紫。ダダチームのリーダー格で、左腕が機械化されており、右腕には専用の小型プラズマキャノンを装着している。コミック版では「A913号」とも呼称されており、メンバーの中では最年少と思われ、経験不足ゆえに作戦が荒削りであると思わせる節も見せる。
- 声：斎藤寛仁

### ダダB（ブレイカーナンバーズ）
「ダダ一族：工兵クラス」。工兵クラスは指揮官を補佐する役割を担ったダダであり、時に工兵、時に砲兵として役割を担う。指揮官を補佐するダダには歴戦の強者が多く、このダダも戦いに関してはベテランである。他の2人よりもがっしりした体格と縦長の頭部を持ち、目の色は緑。両足が機械化されており、巨大な銃「メガバスターキャノン」などを武器に持つ。コミックス版では「B081号」とも呼称されており、メンバー内では最年長者と思われる面を見せ、リーダーである「A913号」をかばったり「C696号」をさとしたりするなど、間に立つ役割を担う。
- 声：髙橋孝治

### ダダC（コマンドナンバーズ）
「ダダ一族：兵士クラス」。兵士クラスは掟に背いた者や問題児などが多く投入されており、その前歴ゆえに常に最前線で戦うことを義務付けられており、ダダ一族でも最も過酷なクラスである。丸みを帯びた頭部を持ち、目の色は青。背中にリミッターを装着しており、普段は細身だが、リミッターを解除することで肉体が筋肉質になるマッスルオン状態となる。コミック版では「C696号」とも呼称されており、自由に憧れてダダの掟に背いたことが拘束された原因と思われる描写があり、それゆえか少なからずリーダーの「A913号」に良い感情を見せていない面もある。
- 声：浅科准平

## 漫画作品に登場するダダ

### 『ウルトラマン超闘士激伝』
漫画『ウルトラマン超闘士激伝』に登場。
メフィラス大魔王配下の鋼魔四天王の一人である闘士ダダとして登場。ナルシスト的な性格で、「仮面の舞い」などスピードを生かした攻撃をする。闘士ウルトラマンと戦うが、完敗したうえに（この時、原作の台詞「ダメだ、ウルトラマンは強い」を発言する）メフィラスに制裁として顔を踏みつけられる。後に他の四天王と共に新たな装鉄鋼を身に着けて登場し、二大魔神と戦うウルトラ戦士たちに協力する。

### 『ウルトラマンSTORY 0』
漫画『ウルトラマンSTORY 0』に登場。
ザラブ星人の配下として登場。本作品ではBタイプの顔で縮小光線銃を使って奴隷となる人を攫う。本作品オリジナルの顔も登場。バルタンの拠点で壁に埋め込まれている者もいる。

### 『ウルトラ怪獣かっとび!ランド』
女言葉を話す。自分を美しいと思い込んでおり、同級生たちから顰蹙を買う。機械が苦手で、レジスターもうまく扱えない。ダダAからダダBへ顔チェンジを行うと、威勢のよい性格に変わる。中盤以降になるとレッドキング・カネゴンと同様に主要キャラクターとして活躍する。数少ない女性キャラクターであるユリアンに対し嫉妬する。

## ゲーム作品に登場するダダ

### 『ザ・グレイトバトルV』
ゲーム『ザ・グレイトバトルV』に登場。
惑星ガルシアをガルバストーンで巨大化させたガルドラスによって一族で牛耳らんと画策。そのために雇った無法者たちの元締め。余裕を感じさせる口調で話し、慇懃無礼になることもある。ガンバトルステージで自らもヒーローたちと戦い、顔を代える度に攻撃パターンが変わる。

### 『ウルトラマン Fighting Evolution』シリーズ
ゲーム『ウルトラマン Fighting Evolution』シリーズに登場。
『1』〜『3』に登場。『3』ではプレイヤーが操作できるキャラクターの一体として登場。ウルトラモードにおいて唯一怪獣、宇宙人陣営のシナリオ「怪獣標本」で主役を務める。今回はダダ上司に命じられて地球侵略の邪魔となるウルトラマンを倒すため、日本各地に出現する怪獣を縮小光線で捕獲し、ウルトラマンが出現した際に元の大きさに戻して戦わせ、ウルトラマンの体力が消耗したところを狙って倒す作戦を取る（怪獣の力を借りずにウルトラマンと一騎討ちすることも可能、ただしウルトラマンは通常より大幅に強化されている）。この際、縮小光線がウルトラマンにヒットすると一定時間ウルトラマンが小さくなる。本編通り、戦闘中に顔を変えることが可能で、それぞれの顔により性能が変化する。援軍コマンドを使うとダダ上司が等身大で飛来し、光線銃で援護射撃をしてくれる。また特定条件でダダを操作して勝利した際に、本来あるべきダダの姿が消え誰もいない空間が表示されるバグがある。
このシリーズのダダは本編の不気味な雰囲気とは打って変わって、駄々をこねるような回転パンチ、一部の掴み攻撃に相手にキスをした後にヒップアタックを繰り出す、勝利すると奇妙な踊りを踊るなどコミカルな動きが目立ち、これらの動きは『大怪獣バトル』にも引き継がれている。

### 『PDウルトラマンバトルコレクション64』
ゲーム『PDウルトラマンバトルコレクション64』に登場。
ストーリーの最初のボスとして登場。倒してからは自分も使用することが出来る。原作同様光線銃を使用するが、光線の性質は縮小ではなく電撃となっている。また、顔の変化はない。この作品でもヒップアタックや奇妙な踊りなどのコミカルな動きを見せる。

### 『怪獣バスターズ』
ゲーム『怪獣バスターズ』シリーズに登場。敵としてではなく、主人公たちのチームに科学者として途中参加してくる。真面目な性格。

### 『巨影都市』
ゲーム『巨影都市』に登場。
「巨影」の一体として登場しているが、人間と同じぐらいの等身大サイズ。

## ライブステージに登場するダダ

### 『ウルトラマンフェスティバル』
2001第2部ではカオスヘッダーを利用するべく『コスモス』の世界を襲撃。追ってきたウルトラマンたちとも激闘を繰り広げる。
2005第1部では地球生まれのダダの子供が登場。後述のヂヂとは別人。養父のエディー博士の要請で執事のウルトラマンアンドロイドと決闘し圧勝するが、我儘に育ったために厄介物扱いされ、号泣。自身がスケッチブックに描いたエレキング、テレスドン、ラゴラス、ジェロニモンを召喚。ウルトラマンネクサス、ウルトラマンタロウ、ウルトラセブン、ウルトラマンマックス、初代マンが撃退するものの、人間社会に嫌気が差し、自分を利用しようと密かにゼットンを率いていたバルタン星人調査団に勧誘される。博士やアンドロイドの説得にも応じず、バルタンにアンドロイド破壊を許す。博士に叱責され、ウルトラ五大戦士がゼットンとバルタンを殲滅させた後、博士に謝罪。ゾフィーにアンドロイドを修理してもらう。
2019第1部ではそうた少年が持っていたダダの人形が不思議な光で実体化したそうたくんのダダが登場。失った左腕の代わりに新たに破壊光線を発射する怪物の腕が生え、悪の心が芽生えたことで暴れたいと願う。

### 『ウルトラマンプレミアステージ』
ダダの子供版ヂヂが登場、ファントン星人の子供フォンタと共に活躍する。

## アニメに登場するダダ

### 『ダダダ モンスターパーティ』
2008年にYouTubeのウルトラチャンネルで配信されたフラッシュ動画アニメ『ダダダ モンスターパーティ』に登場。イタズラ好きなキャラで、ミクラスとギャンゴと3匹によるショートコメディ。
スタッフ
- 構成・絵コンテ - アミノテツロ
- 効果 - 金光大輔
- アドバイザー - 川上隆史
- 制作 - 井口基水、坂田麗佳、鈴木理香子
- プロデューサー - 中山浩太郎、小西利典、米村宏
- キャラクターデザイン・フラッシュアニメーション - 黒岩和幸
- 製作・著作 - 円谷プロダクション

### 『Peeping Life×怪獣酒場 かいじゅうたちがいるところ』
第2話と第7話に登場する。第2話に登場した個体はジャミラとバンドを組み、第7話に登場した個体はノーバと女子会を行った。

## その他の作品に登場するダダ

### ウルトラシリーズ
- バンダイビジュアルが製作したオリジナルのDVD使用事項の注意では、バルタン星人・カネゴン・ザラブ星人と共にDVDを汚したり、落書きしたりと乱暴に扱ってウルトラマンに注意されている。
- 『ウルトラマンコスモス』では、ダダをモデルにしたギギという異次元人が登場（人間を小さくする銃や、白と黒の幾何学模様、合体すると赤い目と青い目と黄色い目を持った三面の怪人になるなど、共通点が多い）。アトラクションショーなどではダダと絡むこともあるほか、ゲーム『大怪獣バトルNEO』でもダダと組むことでタッグ必殺技「W縮小ストンピング」を発動できる。
- 映画『新世紀2003ウルトラマン伝説 THE KING'S JUBILEE』では、ウルトラマンキングの誕生日を怪獣たちと共に祝福する。また、怪獣ダンサーとしてダダセクシーという女性のダダが登場し、ダンスを披露する。
- 2014年8月2日にフジテレビONEで放送されたテレビ番組『ウルトラ怪獣散歩』にゲストとして登場[91]。声は豊本明長（東京03）[91]。A・B・Cが交替で登場する。
- 萌え擬人化プロジェクト『ウルトラ怪獣擬人化計画』にて擬人化される。キャラクターデザインはまめっち[92]。
  - 漫画『ウルトラ怪獣擬人化計画 ギャラクシー☆デイズ』に登場。「標本おじさん」というカプセル入りフィギュアを集めている女子生徒で、1日1回販売機を回すことで気長にフィギュアをコンプリートしようとしていたが、あと2種類というところでなかなか出なくなり、最終的には有り金を叩いたもののカプセルが出尽くして失敗に終わる。なお、ベムスターからは「タダちゃん」と呼ばれている。
- 漫画『ウルトラジャーニー』では、ダダ兵として擬人化されて登場する。高度な科学技術を持つ一族だったが、黒い魔女サバトに「言語」を奪われたことでコミュニケーション能力や思考も失い、サバトの命令に従って生命エネルギーを集める兵隊となっている。なお、カタカナの「ダダ」を反転したマークは、後に『ウルトラマンX』や『ウルトラマンジード』にも使用されている。
- 漫画『酩酊!怪獣酒場』では、怪獣酒場江幸田支店のスタッフ（ホール係）。女好きで、後に新人バイトとして入ってきた与謝野ハルに一目惚れする。

### バラエティ番組
- バラエティ番組『邦ちゃんのやまだかつてないテレビ』（フジテレビ）のコント「なんですかシリーズ」では、山田邦子演じる武田鉄矢先生に絡む形で武田に似ているという理由のもと、ダダが3体登場する（ABCが各1体ずつ）。なお、当時は円谷プロにダダの着ぐるみが残っていなかったため、番組側からの注文で新規造型されている[93]（この着ぐるみは、後述する虫除けスプレーの宣伝などに使われた）。
- 2009年12月5日放送の『めちゃ×2イケてるッ!』（フジテレビ）では、『大怪獣バトル ウルトラ銀河伝説 THE MOVIE』の宣伝を兼ねて他の怪獣たちと共にオーディションを受ける役柄で出演。加藤浩次からは詳細な特徴を言われたほか、ナレーションの紹介では「三面怪獣」と言われたが、出演者からは名称を「ダダ星人」と言われた。ゲーム作品などと同様のコミカルな仕草で、終盤のダンス審査では真っ先にプレッシャー星人と動きを合わせてダンスを披露した。
- 『SmaSTATION!!』（テレビ朝日）2009年12月19日放送分で「ウルトラマン 9のヒミツ」と題した特集が組まれた際、「シリーズを支えた怪獣の秘密」の第2位にランクインした。

### テレビCM
テレビCMでは、女性として登場することが多い。
- 1997年の円谷プロダクションのCMでは、クリスマスイブに一人きりでいるところへ、サンタクロース姿のウルトラマンが迎えに来る。
- 鈴鹿8時間耐久ロードレース出場チーム「ウルトラマンレーシング」のCMでは、レースクイーンとして登場した[94]。
- 『ウルトラマン Fighting Evolution』シリーズのCMのうち、『1』と『2』のCMに登場。『1』のCMでは街でウルトラマンと対戦するも敗北する。『2』のCMでは女性キャラクターになっており、ウルトラマンを「ダーリン」と呼びながら迫る。
- 『ぱちんこウルトラマン』のCMでは、バルタン星人をはじめとする宇宙人に操られ、町を破壊する。
- 2009年のHONDA「ステップワゴン スパーダ」のCMでは、スパーダを恐れて他の怪獣と共に道を空ける役で出演している。
- マイポケットとウルトラマンのコラボレーション企画『地球のデータを救え！ウルトラマイポケット』第3話「衝撃！写真は撮るだけじゃない！編」（2013年12月11日公開）に登場。ある女性の家に現れたダダAとダダBは彼女のスマートフォンを奪うが、色々と写真のデコレーションで遊び始める。最後はウルトラマンのスペシウム光線で倒される。
- 2014年3月のJR博多シティのCM「集合編」では、ウルトラの母、バルタン星人、ピグモンと共に登場。青い帽子をかぶって椅子でくつろいでいる[95]。2014年6月のアミュ博多／アミュエスト／アミュ鹿児島「Amu Ultra Bargain」編でも、赤い帽子をかぶって登場する[96]。
- 2014年9月のプレミアムボスのCM「プレミアム対談A」篇では、宇宙人ジョーンズの友人として登場した[注釈 12]。
- 2015年のファミリーマートのファミマ春フェスタのテレビCMでは、ピグモンやバルタン星人と一緒に買い物をしている[97]。また、同年のファミマ春フェスタのテレビCMでは、くじ引きを巡って取り合いをしているピグモンとカネゴンにじゃんけんで決めるように提案している[98]。
- 2019年のカラオケまねきねこのCMでは、主役になっている[99]。

### Web CM
- 2022年のサントリー製飲料「特製レモンスカッシュ」のWebCMでは、製品を手にして立っている女児の前でダダ（声 - 江口拓也）が路面に寝転がり、「レモンスカッシュ飲ませて！」と駄々をこねる[100]。

### その他
- 『有言実行三姉妹シュシュトリアン』第40話「ウルトラマンに逢いたい」に登場。隕石の影響で円谷プロ美術倉庫にあった怪獣の着ぐるみに魂が宿ったもの。バルタン星人に操られて街で暴れるが、最後はウルトラマンによって宇宙に運ばれる。
- 1990年代に虫除けスプレーの宣伝でダダが主役のものが存在し、雑誌などに掲載された[要出典]。
- 『ウルトラマンマックス』の放送前に行われた「伝説の怪獣人気投票」では、第2位にランクインしている[101]。
- プロバスケットボールbjリーグと円谷プロダクションのコラボ企画として開催された、ウルトラ怪獣を各チームのマスコットキャラクターとしてチームに加える「ウルトラ怪獣ドラフト2010」では、ノミネート怪獣として候補に挙がり、ライジング福岡よりドラフト指名された[102]。
- 「星のように…」（MISIA）のプロモーションビデオでは、ピグモンやメトロン星人と共に小学校から子供たちを覗く。
- 2016年のダダイスム100周年イベントでは、円谷プロから「乱入」（との体裁で正式に参加）して駐日スイス大使と固い握手を交わし、親交を深める[103][104]。
- テレビアニメ『SSSS.GRIDMAN』第2話では、新条アカネの部屋の棚にパワードダダのフィギュアが飾られている[105][106]。